# Morpho achilles
Morpho achilles är en fjärilsart som beskrevs av Carl von Linné 1758. Morpho achilles ingår i släktet Morpho och familjen praktfjärilar. Inga underarter finns listade i Catalogue of Life.

## Bildgalleri

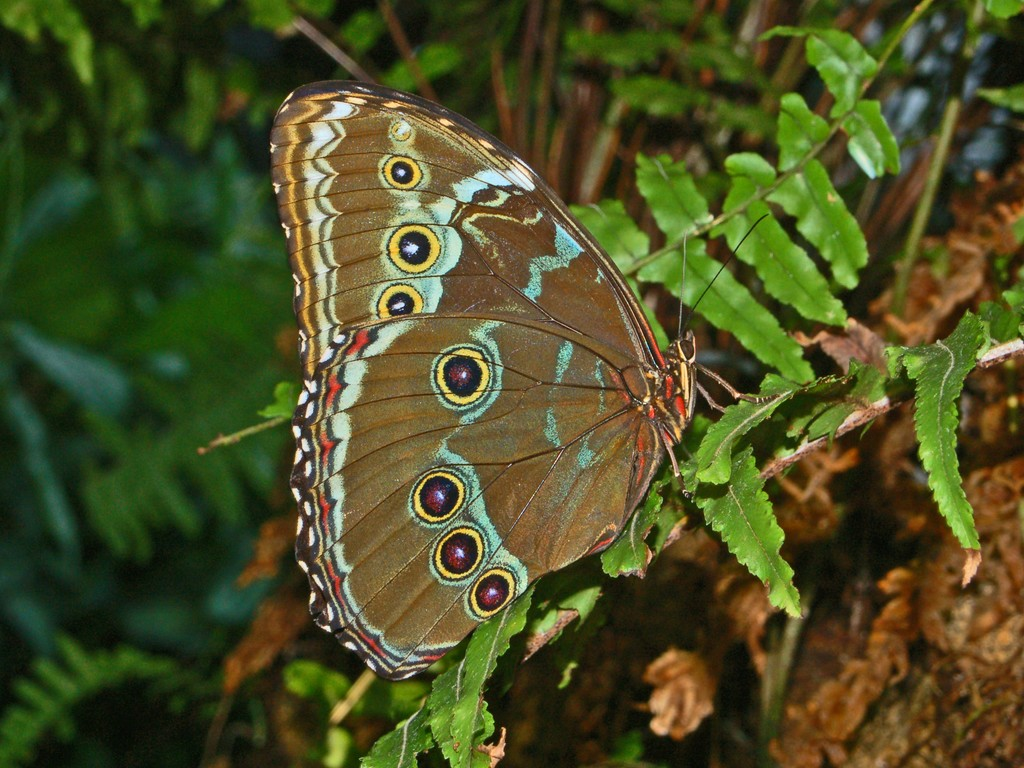
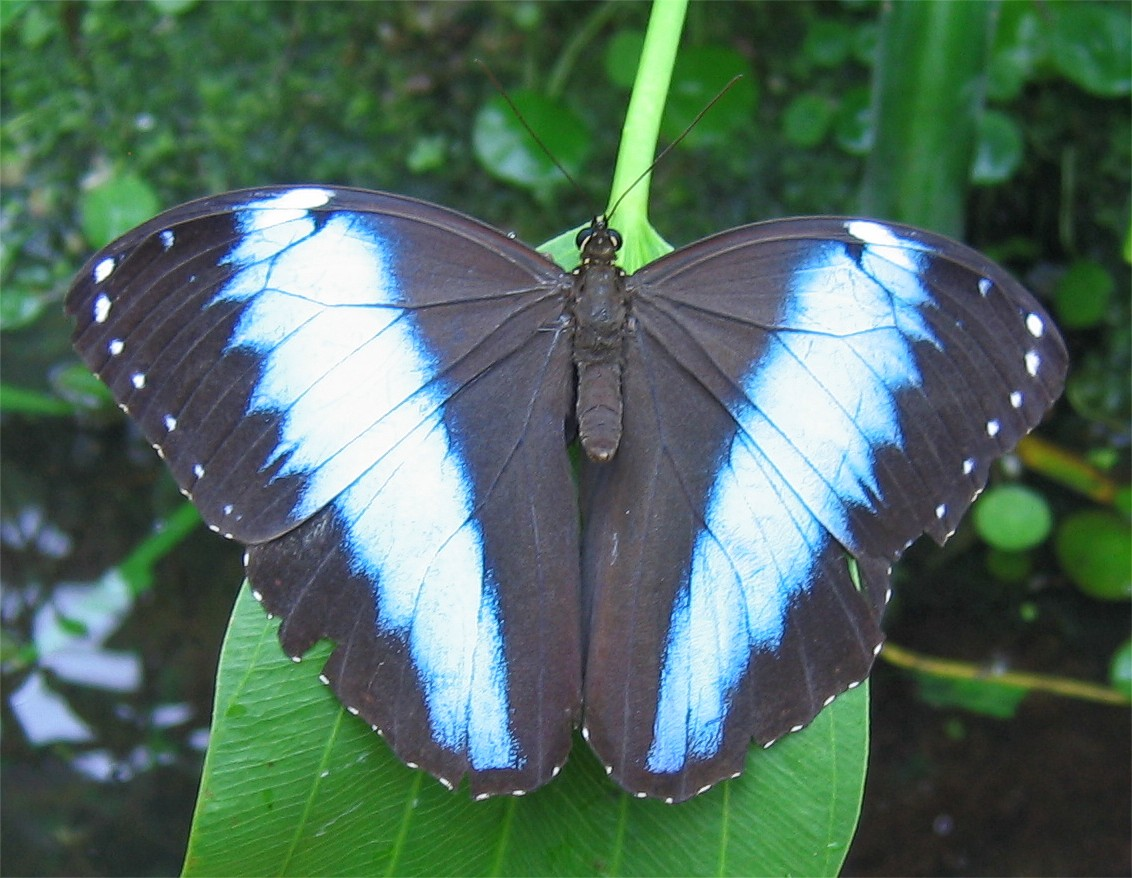
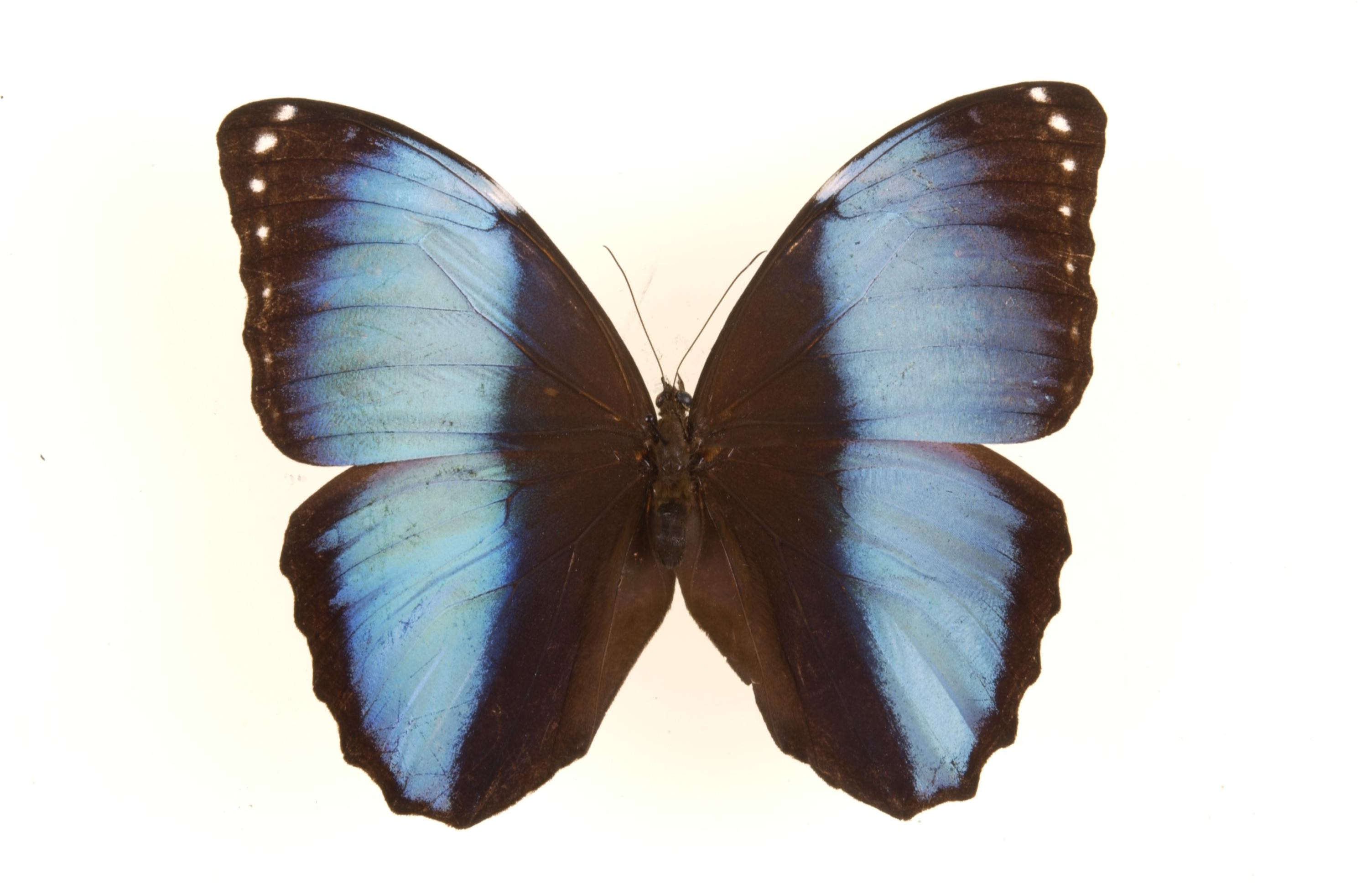